# Front Popular de Nagaland
El Front Popular de Nagaland (Nagaland People's Front) és un partit polític de l'Índia, limitat a l'estat de Nagaland. Es considera un partit pacifista, favorable a la cultura naga i progressista.
Des del 2003 dirigeix el govern de l'estat en coalició amb el Bharatiya Janata Party, formant la Democratic Alliance of Nagaland. El partit està presidit per Shürhozelie i el cap principal és el ministre en cap Neiphiu Rio. El 2004 va absorbir al Partit Democràtic de Nagaland. A les eleccions del 2008 va obtenir 26 dels 60 escons i el 12 de març del 2008 Rio fou reelegit com a ministre en cap amb el suport d'alguns independents i els dos electes del BJP.
El seu lema és "fide non armis" (amb fe no calen armes).
La bandera del partit és de tres franges horitzontals, la superior blava, la central blanca i la inferior vermella; al centre l'emblema o símbol del partit, el gall. La proporció és 2:3. La bandera ve determinada per l'article 4 dels seus Estatuts.